# تيموليلت
تيموليلت هي قرية مغربية شمال المملكة. تنتمي تيموليلت لإقليم أزيلال الساحلي. تضم هذه القرية 6.110 نسمة (إحصاء 2004).